# Peine de mort en Israël
La peine de mort en Israël est une sanction légale. La peine capitale n'a été imposée que deux fois dans l'histoire de l'État et ne doit être prononcée que pour les crimes commis en temps de guerre, tels que le génocide, les crimes contre l'humanité, les crimes de guerre, les crimes contre le peuple juif, la trahison et certains crimes relevant du droit militaire.
Israël a hérité du code de loi du mandat britannique de Palestine, qui prévoyait la peine de mort pour plusieurs délits, mais en 1954, Israël a aboli la peine pour le meurtre. Bien qu'il s'agisse d'une option légale en vertu de la loi, Israël n'applique pas la peine de mort. La dernière exécution a eu lieu en 1962, lorsque l'architecte de l'Holocauste, Adolf Eichmann, a été pendu pour génocide et crimes contre l'humanité. La dernière condamnation à mort en Israël a été prononcée en 1988, lorsque John Demjanjuk a été condamné à mort pour crimes de guerre et crimes contre l'humanité ; sa sentence (et sa condamnation) a ensuite été annulée en 1993 à la suite d'un appel devant la Cour suprême israélienne. Aucune condamnation à mort n'a été requise par les procureurs israéliens depuis les années 1990.

## Histoire
La rareté du recours à la peine de mort en Israël est peut-être due en partie à la loi religieuse juive (en). La loi biblique (en) prescrit explicitement la peine de mort pour 36 délits, du meurtre à l'adultère en passant par l'idolâtrie et la profanation du sabbat. Cependant, dans l'ancien Israël, la peine de mort était rarement appliquée. Depuis le début de l'ère commune, les érudits juifs ont élaboré des règles si restrictives pour empêcher l'exécution d'innocents que la peine de mort a été abolie de facto. Moïse Maïmonide a fait valoir que l'exécution d'un accusé sur la base de tout ce qui n'est pas une certitude absolue conduirait à une pente glissante de diminution des charges de la preuve, jusqu'à ce que nous condamnions simplement « selon le caprice du juge ». Son souci était de maintenir le respect populaire pour la loi, et il considérait les erreurs de commission comme beaucoup plus menaçantes que les erreurs d'omission. Les chefs religieux et les érudits juifs conservateurs pensent que la peine de mort ne devrait pas être utilisée, même dans des cas extrêmes tels que les assassinats politiques.
Lorsque l'État moderne d'Israël a été créé en 1948, il a hérité du code juridique du Mandat britannique, avec quelques ajustements, et la peine capitale est donc restée en vigueur. Pendant la guerre israélo-arabe de 1948, la première exécution a eu lieu après que Meir Tobianski, un officier de l'armée israélienne, ait été faussement accusé d'espionnage, soumis à une cour martiale et déclaré coupable. Il a été exécuté par un peloton d'exécution, mais a ensuite été disculpé à titre posthume.
En décembre 1948, il a été décidé qu'en cas de nouvelles condamnations à mort, toutes les exécutions seraient suspendues jusqu'à ce que le gouvernement détermine le sort de la peine de mort. Les premières condamnations à mort prononcées par un tribunal civil israélien, à l'encontre de deux Arabes jugés coupables de meurtre, ont été confirmées par une cour d'appel en novembre 1949, mais les peines ont été commuées en emprisonnement à vie par le président Chaim Weizmann, en raison de son opposition à la peine de mort. Le cabinet israélien a envisagé pour la première fois d'abolir la peine de mort en juillet 1949.
En 1950, sept meurtriers condamnés se trouvaient dans le couloir de la mort en Israël. En 1951, le cabinet israélien a de nouveau proposé d'abolir la peine de mort,. La loi de 1950 sur les nazis et les collaborateurs des nazis (punition) (en) prescrit une peine de mort obligatoire pour les crimes les plus graves de la loi, qui a été imposée pour la première fois en 1952 à Yechezkel Ingster, condamné pour crimes contre l'humanité pour avoir torturé et battu d'autres Juifs en tant que kapo. Le tribunal a également recommandé que la peine de mort soit commuée ; il avait perdu une jambe et souffrait d'une maladie cardiaque. Ingster a purgé sa peine en prison et a été gracié par la suite, mais il est mort peu après sa libération. En 1953, une autre peine de mort pour meurtre a été imposée. Elle n'est pas exécutée et le meurtrier condamné bénéficie d'une grâce présidentielle six ans plus tard.
En 1954, la Knesset a voté l'abolition de la peine de mort pour le crime de meurtre. La peine de mort a été maintenue pour les crimes de guerre, les crimes contre l'humanité, les crimes contre le peuple juif, la trahison et certains crimes relevant du droit militaire en temps de guerre.
En 1962, la deuxième exécution - et la seule exécution civile - en Israël a eu lieu lorsqu'Adolf Eichmann a été pendu après avoir été reconnu coupable en 1961 de participation à des crimes de guerre nazis liés à l'Holocauste.
Au cours des décennies suivantes, des condamnations à mort ont été prononcées occasionnellement à l'encontre de personnes reconnues coupables de délits terroristes, mais ces peines ont toujours été commuées. En 1988, John Demjanjuk, gardien d'un camp de la mort nazi pendant la guerre, a été reconnu coupable de crimes de guerre et condamné à mort après avoir été identifié comme le gardien surnommé « Ivan le Terrible » par les détenus pour sa brutalité, mais son identification, sa condamnation et sa peine ont ensuite été annulées en appel. Au milieu des années 1990, la pratique consistant à demander la peine de mort pour les personnes accusées de terrorisme a cessé.
À la suite de l'attentat d'Itamar en 2011, la question de la peine de mort est brièvement revenue sur le tapis. On s'attendait à ce que les procureurs militaires israéliens demandent la peine de mort pour les auteurs de l'attentat, mais ils ne l'ont finalement pas fait. Malgré cela, les juges ont sérieusement envisagé d'imposer la peine de mort lors de la détermination de la peine de l'un des auteurs, mais ont décidé de ne pas le faire, car l'accusation ne l'avait pas demandé.
Lors de l'élection de mars 2015, le parti Israel Beytenou s'est présenté sur une plateforme qui incluait la condamnation à mort des terroristes ; en juillet de la même année, un projet de loi a été proposé, et parrainé par l'un des membres du parti, pour permettre à une majorité de juges présidents de condamner un terroriste à mort. Par 94 voix contre 6, le projet de loi a été rejeté en première lecture.

### Appels à l'imposition de la peine de mort
Les politiciens israéliens ont parfois appelé à l'imposition de la peine de mort pour des criminels spécifiques. En 2010, le député de la Knesset Ayoub Kara a appelé à l'imposition de la peine de mort à l'auteur de l'attaque au couteau du carrefour de Tapuah de 2010 (en). En 2017, des personnalités politiques, dont le Premier ministre Benyamin Netanyahou, ont appelé à l'imposition de la peine à l'auteur de l'attaque au couteau d'Halamish de 2017. Des représentants du gouvernement (en) prévoient de présenter à la Knesset un projet de loi qui autoriserait la peine de mort pour le terrorisme. En janvier 2018, un projet de loi permettant aux tribunaux militaires de prononcer plus facilement des condamnations à mort a été approuvé par la Knesset lors d'un vote préliminaire de 52-49. Le Premier ministre Netanyahou a voté en faveur du projet de loi, mais a déclaré par la suite que celui-ci nécessitait une « discussion plus approfondie » entre les ministres avant de faire l'objet d'un nouveau vote. Netanyahou a déclaré qu'il soutiendrait un projet de loi qui ferait de la peine de mort une peine courante. Si le projet de loi proposé devient une loi, il permettra à la cour martiale militaire de Tsahal en Cisjordanie (y compris Jérusalem-Est) de condamner les personnes reconnues coupables de terrorisme à la peine de mort, uniquement avec l'approbation de la majorité d'un panel de juges.
Le 1er Mars 2023, la Knesset vote en lecture préliminaire à 55 voix pour et 9 contre, la loi instituant la peine de mort pour terrorisme.
Avigdor Liberman et son parti Israel Beytenou sont fortement favorables à la peine de mort pour les terroristes,.

## Opinion publique
Un sondage de 2017 a révélé que près de 70 % des Israéliens seraient favorables à l'application de la peine de mort après un procès aux Palestiniens qui ont assassiné des citoyens israéliens,,.

## Personnes exécutées
|   | Personne exécutée | Date d'exécution | Crime(s) | Sous la présidence | Méthode             |
| - | ----------------- | ---------------- | --- | ------------------ | ------------------- |
| 1 | Meir Tobianski    | 30 juin 1948     | Trahison (exonéré à titre posthume) | Chaim Weizmann     | Peloton d'exécution |
| 2 | Adolf Eichmann    | 31 mai 1962      | Crimes contre l'humanité et crimes de guerre, crimes contre le peuple juif et appartenance à une organisation hors-la-loi impliquant le meurtre de nombreux Juifs. | Yitzhak Ben-Zvi    | Pendaison           |